# Mickelia guianensis
Mickelia guianensis är en träjonväxtart som först beskrevs av Jean Baptiste Christian Fusée-Aublet, och fick sitt nu gällande namn av R. C. Moran, Labiak och Sundue. Mickelia guianensis ingår i släktet Mickelia och familjen Dryopteridaceae. Inga underarter finns listade.